# 83式地雷敷設装置

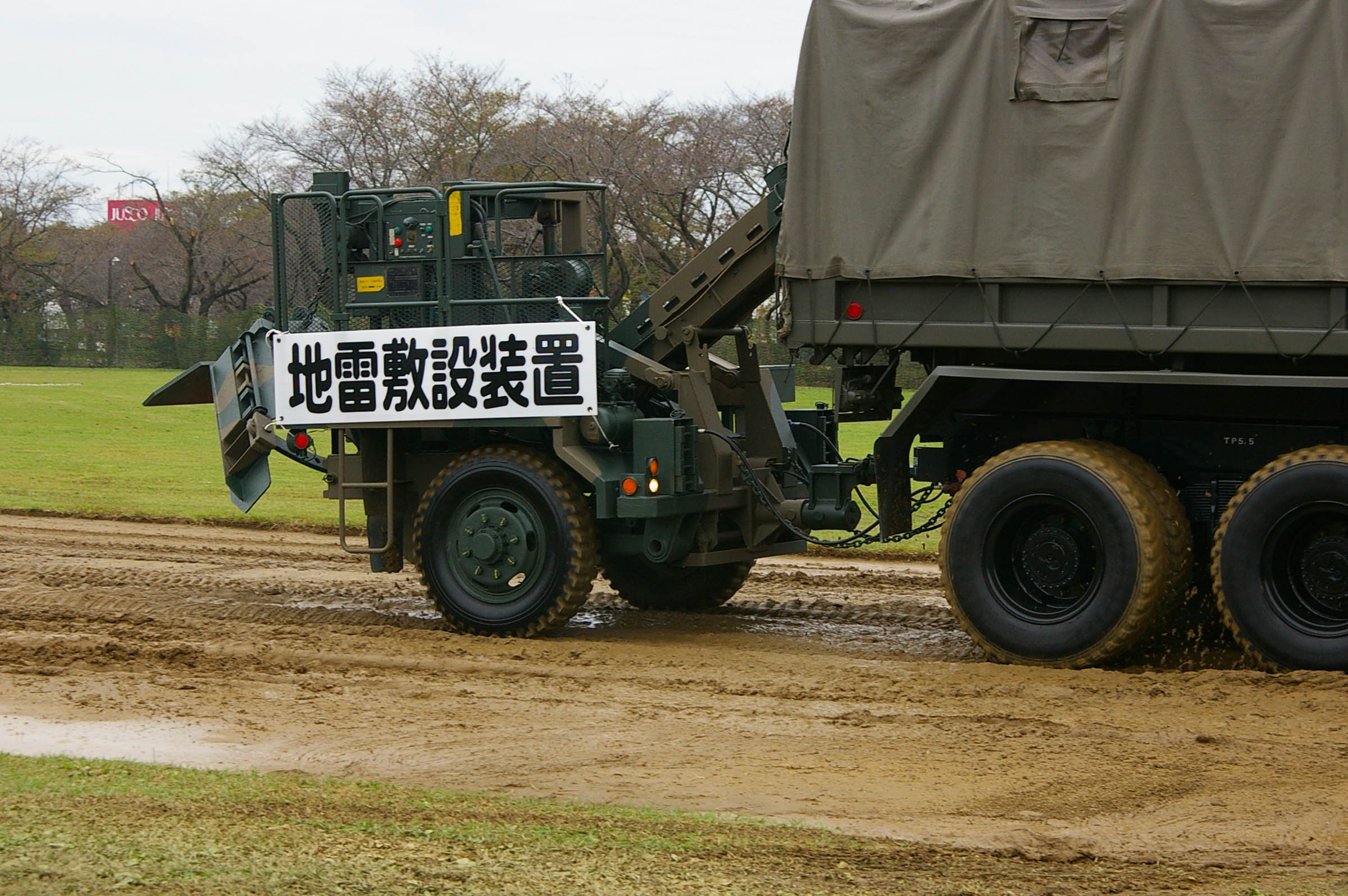
83式地雷敷設装置

83式地雷敷設装置（はちさんしきじらいふせつそうち）は、陸上自衛隊の施設科に配備されている対戦車地雷敷設装置である。装甲車やトラックによって牽引され、広範囲にわたり迅速に地雷原を構築できる。対人地雷は国際条約で禁止され、自衛隊は保有していないので、対戦車地雷を敷設する。

## 特徴
- 時間あたり300個以上の地雷を敷設可能だが[1]、自走能力は無いため73式装甲車や73式大型トラックなどで牽引して使用される。
- 走行しながら敷設装置が地面を掘り起こし、地雷を設置した後に埋め戻す仕組みとなっている[1]。地雷は牽引車からコンベアで順次供給される[1]。

## 諸元
- 全長：3.9 m（走行状態）、5 m（敷設状態）[1]
- 全幅：2.4 m[1]
- 全高：2.4 m[1]
- 重量：2,200kg[1]

## 製作
- 日立建機